# Henri d'Orléans (1908-1999)
Pour les articles homonymes, voir Henri VI (prétendant) et Henri d'Orléans.
Titres
Prétendant au trône de France
(succession orléaniste)
25 août 1940 – 19 juin 1999
(58 ans, 9 mois et 25 jours)
Héritier du trône de France
(succession orléaniste)
28 mars 1926 – 25 août 1940
(14 ans, 4 mois et 28 jours)
Henri d'Orléans, né Henri Robert Ferdinand Marie le 5 juillet 1908 au Nouvion-en-Thiérache (Aisne) et mort le 19 juin 1999 à Cherisy (Eure-et-Loir), est le prétendant orléaniste au trône de France et le chef de la Maison royale d'Orléans de 1940 à sa mort en 1999 sous le nom d' « Henri VI ». Il porte également, à partir de 1929, le titre de courtoisie de comte de Paris.
En tant qu'aîné de sa branche au sein de la Maison royale d'Orléans, il est également le plus riche héritier des rois de France, avec une fortune estimée environ à 400 millions de francs, et est considéré durant sa vie comme le premier propriétaire foncier de France, preuve de l'influence toujours prégnante de la noblesse subsistante. Engagé en politique dans les années 1960, il travaille pour un projet de restauration sous la forme d'une monarchie parlementaire et s'entretient à ce sujet avec le général Charles de Gaulle, président de la République. Mais toutes ses tentatives et projets politiques échouent. À sa mort, il transmet à son fils aîné, Henri, ses droits à la Couronne et laisse derrière lui une querelle de succession entre ses descendants et la fondation Saint-Louis portant sur le partage de sa fortune et de ses biens.
Il est un descendant direct de Louis XIII par la branche de Philippe d'Orléans mais aussi de Louis XIV par Françoise Marie de Bourbon, fille légitimée qu'a eue celui-ci avec Madame de Montespan. Il est également l'arrière-arrière-petit-fils du dernier roi des Français Louis-Philippe Ier.

## Jeunesse (1908-1940)

### Enfance et famille
Henri d'Orléans naît au Nouvion-en-Thiérache (Aisne) le 5 juillet 1908, quatrième enfant et seul fils de Jean d'Orléans (1874-1940), d'une branche cadette de la quatrième maison d'Orléans, et de sa cousine germaine Isabelle d'Orléans (1878-1961), sœur du chef de la maison d'Orléans, le duc d'Orléans, Philippe d'Orléans (1869-1926), le « Philippe VIII » des orléanistes, soit la majorité des monarchistes de l'époque. Son prénom, Henri, jusque-là peu courant dans la maison d'Orléans, rappelle celui de son oncle, l'explorateur Henri d'Orléans, mort quelques années plus tôt. Il a également trois sœurs aînées, Isabelle d'Orléans (1900-1983), comtesse Bruno d'Harcourt puis princesse Pierre Murat, Françoise d'Orléans (1902-1953), princesse Christophe de Grèce (mère du prince Michel de Grèce) et Anne d'Orléans (1906-1986), duchesse d'Aoste et vice-reine d'Éthiopie.
Il est baptisé au Nouvion-en-Thiérache le 25 novembre 1908 et reçoit pour parrain son oncle, Ferdinand d'Orléans (1884-1924), et pour marraine sa tante, Marie d'Orléans (1865-1909), princesse Valdemar de Danemark.
Il passe la plus grande partie de son enfance dans le nord du Maroc dans des propriétés que son père a achetées. Il voyage en France, en Espagne, en Sicile et ailleurs en Europe à l'occasion de voyages de famille.

### L'exil
Le « mouvement orléaniste » porté par ses oncles maternels le duc d'Orléans et le frère de celui-ci, le duc de Montpensier, fait de lui le jeune héritier de la couronne royale française. Ni le premier ni le second n'ayant de fils, c'est la raison pour laquelle, à la mort du duc d'Orléans, le duc de Guise et son fils âgé de 18 ans sont contraints à l'exil.
Il devient en effet interdit de territoire national en vertu de la loi d'exil de 1886 qui interdit le territoire national au chef des maisons royales ou impériales ayant régné en France, ainsi qu'à leur fils aîné. Il habite donc en Belgique, au Maroc, en Espagne et enfin au Portugal. Il poursuit ses études en mathématiques et en sciences à l'Université de Louvain en 1924, puis de droit entre 1926 et 1928. Par ailleurs il est entouré de précepteurs comme l'abbé Thomas, l'économiste Charles Benoist ou le général Henri de Gondrecourt.
En 1929, son père le proclame comte de Paris, titre de courtoisie qu'il conservera jusqu'à sa mort et sous lequel il fut le plus connu.

### Mariage
En 1931 Henri d'Orléans épouse à Palerme sa cousine la princesse Isabelle d'Orléans-Bragance (1911-2003), connue sous le titre de « comtesse de Paris ». Le mariage est célébré par le cardinal Luigi Lavitrano, à l'époque archevêque de Palerme, avec pour témoins : Charles de Bourbon-Siciles (cousin germain du comte de Paris, fils de la princesse Louise d'Orléans (1882-1958), le duc des Pouilles, Pierre-Gaston d'Orléans-Bragance (frère de la comtesse de Paris) et le prince Adam Ludwik Czartoryski (petit-fils du prince Louis d'Orléans, duc de Nemours). Leur première fille, aînée de leurs 11 enfants, naît dès 1932.

### Engagements et vie en exil
En novembre 1937, au nom de son père le duc de Guise et de la maison d'Orléans, le comte de Paris désavoue l'Action française, dirigée par Charles Maurras, et rompt ainsi avec l'extrême-droite[réf. nécessaire]. Depuis quelques années, Henri d'Orléans et Maurras étaient en désaccord, notamment depuis le lancement de la revue Courrier royal par Henri. Ce dernier n'hésitait pas en effet à prendre des positions opposées à l'Action française, quitte à perdre une grande partie de ses lecteurs[réf. nécessaire].
En dépit de la loi d'exil, il séjourne en France clandestinement à plusieurs reprises, dont la première fois en 1938. En octobre 1938, il organise une conférence de presse clandestine près de Pontoise avec l'aide de ses partisans, dont Louis Emery, chez qui a lieu cet événement qui fera la « Une » de tous les journaux. Ainsi, dans Le Populaire du 22 octobre 1938, le journaliste raconte comment il a « été “kidnappé” par le comte de Paris » : « On répartit une vingtaine de journalistes entre six ou sept voitures. Chacune de celles-ci prend une route différente… Près de Pontoise… Une gentilhommière en briques rouges, au milieu d'un grand parc. Tout le monde descend. Un homme se précipite à notre rencontre. C'est le propre frère du colonel de La Rocque, l'homme de confiance de la maison. » Paris-Soir raconte aussi cet événement à la Une de son édition du 22 octobre 1938 : « Malgré la loi d'exil, le comte de Paris revient en France pour lancer une proclamation. Il arrive secrètement en avion aux environs de Paris, prend une coupe de champagne avec les journalistes convoqués et repart aussitôt par la voie des airs ». Le journaliste, Rochat-Cenise, ajoute : « Un petit village, un village de France avec des maisons grises au milieu d'arbres encore verts. Un château charmant avec un grand parc et quinze journalistes dans ce château… J'ai une seconde demande à vous adresser, c'est de ne jamais dévoiler l'endroit où vous êtes réunis ici. » Pour lui, commentant les accords de Munich, « le diktat allemand est une humiliation sans précédent dans notre histoire ».

## Les dernières années d'exil (1940-1950)

### Chef de la Maison royale
En 1940, il succède à son père, Jean d'Orléans dit « Jean III », mort en exil ; nouveau prétendant au trône de France et aîné de la Maison d'Orléans, il fait alors usage des pleines armes de France (d'azur à trois fleurs de lis d'or).
Jusqu'en 1926, il portait les armes traditionnelles de la maison d'Orléans (de France au lambel d'argent à trois pendants), puis celles de dauphin de 1926 à 1940.

### Pendant la Seconde Guerre mondiale
Désireux de servir son pays, alors que la loi d'exil le lui interdisait, il fut autorisé le 21 mars 1940 par Paul Reynaud à s'engager dans la Légion étrangère, au début de la Seconde Guerre mondiale, sous le nom d'Henri Robert Orliac, patronyme déjà emprunté en 1909 par le duc de Guise, prétendant au trône de France et son épouse, lors de leur installation au Maroc (Orliac était le nom du « clairon » d'un autre Henri d'Orléans, plus connu par son titre de duc d'Aumale).
Il se rend à Vichy, y rencontre peut-être Pétain, et se voit éconduire par Laval qui lui propose le cadeau empoisonné du ministère du Ravitaillement ; on ne sait trop quelle fut la réponse du prince, mais il est certain qu'il n'exerça jamais cette charge.
Il écrit en juillet 1941 un « Message aux monarchistes français », qui appelle à soutenir le maréchal Pétain.
À Alger, en décembre 1942, une conspiration s'organise par le résistant Henri d'Astier de La Vigerie visant à permettre à Henri d'Orléans de prendre la place de l'amiral Darlan, jugé trop proche du Reich, et former un gouvernement d'union dans lequel de Gaulle aurait dirigé les affaires politiques et Giraud les affaires militaires.

### L'après-guerre
En juillet 1946 il s'installe au Portugal. Il choisit de se positionner au centre, proche de la démocratie chrétienne qui, avec le MRP, semblait avoir le vent en poupe. Pour diffuser ses idées, il créa un Bulletin d'information qui attira des collaborations comme celles de Bertrand de Jouvenel, Gustave Thibon et Michel de Saint Pierre.
En 1947, il publie un livre, Entre Français, destiné à se faire connaître de la population.
Le 5 février 1948 il présenta l'Esquisse d'une constitution monarchique et démocratique, qui comportait notamment trois propositions :
- la place du monarque comme arbitre au-dessus des partis ;
- le recours aux consultations populaires par la voie du référendum ;
- l'institution des « délégués du peuple » ; ces derniers auraient été élus au suffrage universel, au scrutin uninominal à un tour, ne se seraient jamais réunis en assemblée mais auraient été consultés simultanément sur les projets de loi.

## Le retour en France et l'action politique (1950-1967)

### Abrogation de la loi d'exil

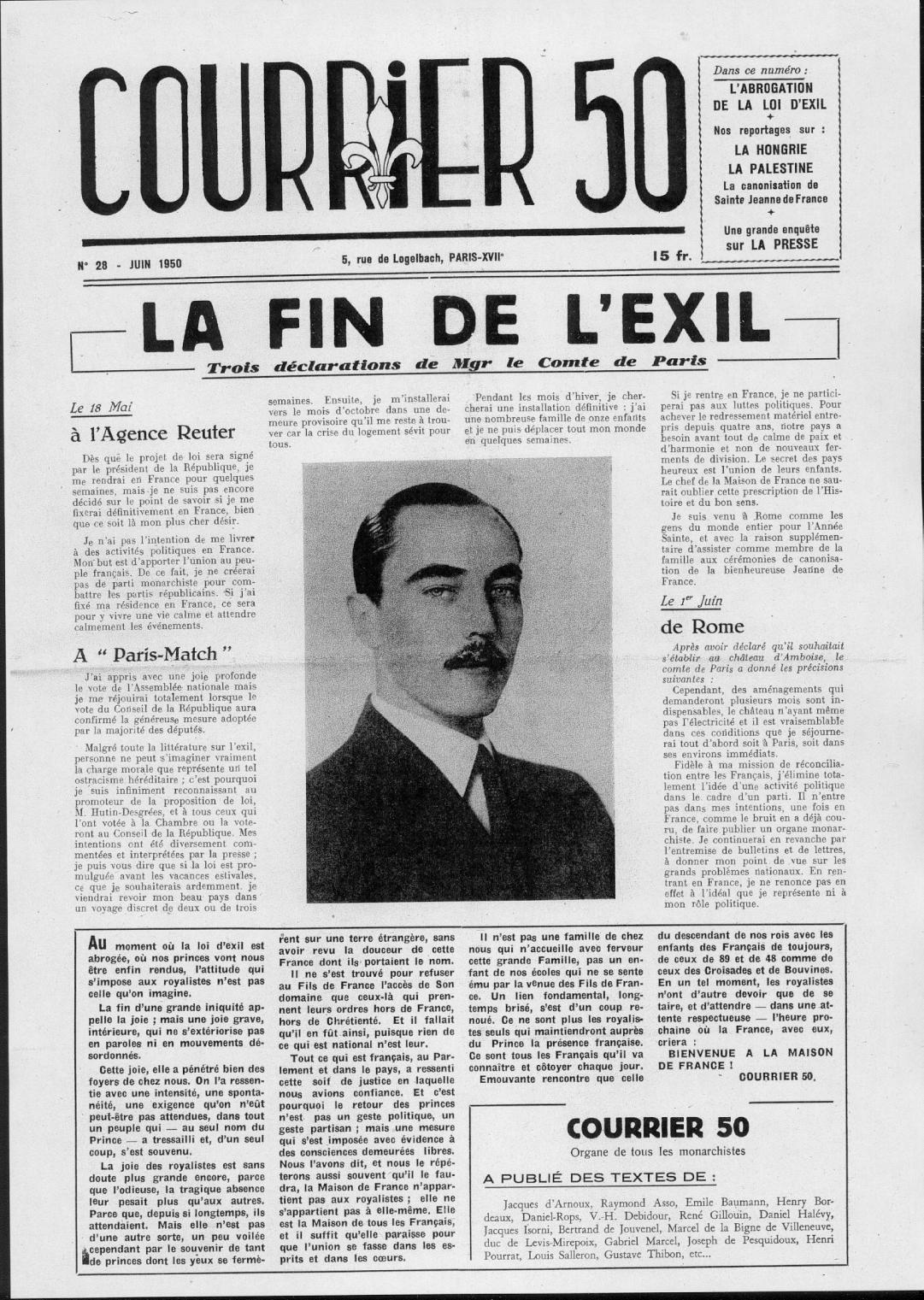
Le journal du comte de Paris annonçant la fin de l'exil pour les Orléans.

Un député du MRP, Paul Hutin-Desgrées, fondateur après la Libération du quotidien Ouest-France, rencontra en 1948 un des collaborateurs du comte de Paris et découvrit l'existence de la loi d'exil. La trouvant scandaleuse, il lança une campagne pour son abolition, laquelle finit par aboutir par la loi du 24 juin 1950, permettant au comte de Paris de rentrer en France.
Arrivé à Paris, il rendit immédiatement visite au président de la République Vincent Auriol, qui avait appuyé l'abrogation de la loi d'exil, puis alla visiter les plages du débarquement.
En 1953, le comte de Paris s'installe au manoir le Cœur-Volant à Louveciennes avec sa famille. La famille d'Orléans y menait une vie brillante sous l'œil des médias et tout Paris défilait dans cette résidence proche de la capitale : Antoine Pinay, Pierre Mendès France, Maurice Schumann, Jacques Soustelle faisaient partie des invités habituels.
Hostile à l'impuissance de la Quatrième République, le comte de Paris tenait un bulletin politique mensuel de quatre pages dans lequel il livrait ses analyses et cherchait à combiner le souci monarchique du long terme avec le respect des règles démocratiques. Pendant plus de dix ans, il effectua de nombreuses tournées en France métropolitaine et en Afrique française, dénonçant l'absence d'autorité politique du régime empêchant la pépinière d'hommes de qualité que comptait la France d'exprimer leur talent et de servir leur patrie.
Son Bulletin traitait de plus en plus de l'actualité politique et apporta son soutien à la politique de Pierre Mendès-France : la paix en Indochine et le rejet de la Communauté européenne de défense (CED), laquelle, sous couvert de construction européenne, plaçait l'armée française sous la coupe des États-Unis. Le prince plaida également en faveur de l'indépendance de l'Afrique noire.

### Relations avec Charles de Gaulle
Plusieurs de ses idées le rapprochaient du général de Gaulle ; ils se rencontrèrent pour la première fois le 13 juillet 1954 dans la propriété d'Emmanuel Monick, un ami de Michel Debré. Leurs rencontres et leur correspondance devinrent régulières.

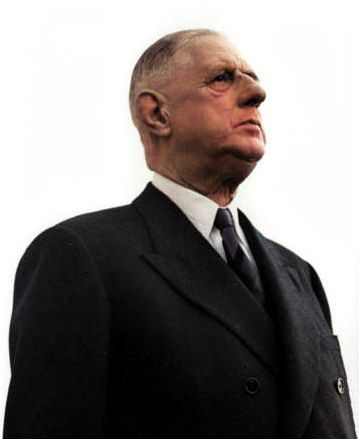
Le général de Gaulle.

Le comte de Paris félicita le général de Gaulle de sa prise du pouvoir dans une lettre du 2 juin 1958 : « Votre foi en Dieu, votre amour immense de la France et la certitude que vous avez de sa mission dans le monde, votre expérience, les conclusions de vos méditations, inspireront les choix que votre haute conscience vous dictera pour préserver la France de l'anarchie vers laquelle elle se précipitait faute d'être conduite. »
François, un de ses fils, auquel il donna à titre posthume le titre de courtoisie de duc d'Orléans, est « mort pour la France » lors de la guerre d'Algérie en 1960. Dans leurs échanges épistolaires publiés en 1994, les deux hommes discutent de la possibilité d'une restauration monarchique.
Les rapports entre le comte de Paris et le général de Gaulle s'intensifièrent alors.
- Entre 1959 et 1966, ils eurent une dizaine d'entretiens.
- Le comte de Paris fut pressenti en 1962 pour présider la Croix-Rouge.
- Bien que les gaullistes prétendent qu'il s'agit de fantasmes, Charles de Gaulle aurait confié au comte de Paris lors du référendum de 1962 qu'il ne serait pas candidat en 1965 et que lui, comte de Paris, avait donc trois ans pour se préparer, estimant qu'une restauration passerait par une élection à la présidence de la République avant de faire ratifier le retour de la monarchie. Henri d'Orléans s'est alors entouré d'une équipe restreinte afin de suivre l'actualité politique, et s'essaya à la prise de parole face à la caméra pour la télévision[19].
- Le comte de Paris fit parvenir au général de Gaulle de nombreuses études et rapports dont en 1966 un « rapport sur l'avenir de la France ».
- Le général de Gaulle émit des propos sibyllins quant à sa succession qui permirent à Jean Ferniot de publier dans l’Express du 23 mai 1963 un article retentissant, « Le successeur. Pourquoi de Gaulle a choisi le comte de Paris[20] », et à Philippe de Saint Robert, qui rencontrait souvent le général, d'affirmer que le général avait déclaré à Henri d'Orléans : « S'il se passe quelque drame national, ce sera vous [qui me succéderez][21]. » La classe politique a alors en tête cette hypothèse et, selon Alain Peyrefitte, est tentée d'y adhérer[22].

Le comte de Paris publia en 1994 un ouvrage intitulé Dialogue sur la France, présenté comme cosigné par lui et le général de Gaulle. De fait, s'il est difficile de prouver que le général de Gaulle envisagea vraiment de favoriser la restauration de la monarchie, il avait au fond de lui une sensibilité royaliste :
- Sa tradition familiale était royaliste et son père lisait L'Action française (quotidien orléaniste) et se disait monarchiste de regret.
- Avant la Seconde guerre mondiale, Charles de Gaulle s'était senti proche du mouvement royaliste l'Action française, avant que la position de Maurras relative aux accords de Munich l'en éloignât. Ainsi, Paul Reynaud, qui rencontra en captivité en Allemagne la sœur du général de Gaulle, Marie-Agnès Caillau, note dans ses carnets de captivité parlant de cette dernière[23] : « Très franche, intelligente et bonne, [elle] nous raconte que Charles était monarchiste, qu'il défendait Maurras contre son frère Pierre jusqu'à en avoir les larmes aux yeux dans une discussion. Mais au moment de Munich, il a désapprouvé entièrement l'attitude de Maurras. » Dans deux articles du 1er et 3 juin 1940, Maurras accueillit avec jubilation la nomination au grade de général du colonel de Gaulle comme sous-secrétaire d'État à la Guerre et à la Défense nationale[24],[25],[Note 3].
- Charles de Gaulle affirma à son aide de camp le capitaine Claude Guy[26] : « À entendre les républicains, la France a commencé à retentir en 1789 ! Incroyable dérision : c'est au contraire depuis 1789 que nous n'avons cessé de décliner. »
- Ses confidences à Alain Peyrefitte révèlent :
  - Son peu d'enthousiasme pour la république à laquelle il est cependant résigné[27] : « Je n'aime pas la république pour la république. Mais comme les Français y sont attachés, j'ai toujours pensé qu'il n'y avait pas d'autre choix[28]. »
  - Sa conviction affirmée en 1962, alors qu'il annonçait une « initiative pour assurer la continuité de l'État », qu'un roi serait utile à la France : « Ce qu'il faudrait à la France, c'est un roi[29]. »

En 1963, de Gaulle, militaire catholique issu d'une famille bourgeoise d'opinion plutôt royaliste, affirma à Alain Peyrefitte qu'il ne croyait pas aux chances du comte de Paris et qu'il n'avait pas envisagé de restaurer la monarchie. Néanmoins, il reconnut qu'il avait de la considération pour le prétendant orléaniste, non seulement pour ce qu'il représentait en tant que descendant des rois mais aussi pour ce qu'il était personnellement : « Parce qu'il est très pénétré de l'intérêt général, de l'amour de la patrie. Il souhaite, chaque fois que c'est nécessaire, qu'on s'appuie sur le peuple contre les féodalités. Il a l'esprit capétien. Et puis, j'ai de la considération pour ce qu'il est personnellement : il a une magnifique famille, il a perdu un fils en Algérie. Il ne mérite que l'estime. Mais ce n'est pas un candidat. Il ne correspond plus à ce siècle. »
De fait, de Gaulle avait espéré que le comte de Paris se rallierait à la France libre en 1940 ; il avait organisé un service funèbre à Londres à l'été 1940 à la mort de son père le duc de Guise. René Cassin aurait proposé sa place au Comité français de libération nationale. Selon certains auteurs, de Gaulle, qui jugeait chacun à l'aune de son attitude pendant la Seconde guerre mondiale et l'Occupation, aurait distingué le comportement d'Henri d'Orléans de celui de Louis Napoléon Bonaparte (1914-1997), le prétendant bonapartiste — engagé dans la Légion étrangère le 10 mars 1940 avant d'entrer dans la Résistance —, ce qui peut s'illustrer par le mot qui lui est prêté : « En 1940 je lui ai tendu une perche qu'il n'a pas saisie. »

### Retrait de la politique
Déçu dans ses espoirs, le comte de Paris décida en 1967 de mettre fin à ses activités politiques et cessa la publication de son Bulletin qui était envoyé gratuitement à plusieurs milliers de personnes.

## Retraite (1968-1999)

### Les fondations
En 1975, le comte de Paris crée la Fondation Saint-Louis pour préserver ce qui reste des immenses biens de la maison d'Orléans. Il administre aussi la Fondation Condé, centre de gériatrie sis à Chantilly, avec le concours de Monique Friesz née Élise Marie Yvonne Friese (Paris 10e, 5/11/1922 - Saint-Lubin-des-Joncherets, 30/10/2017), proche de Pierre Firmin-Didot (1921-2001). Elle lui a été présentée en 1974, lors d'un déjeuner à la Fondation Condé, par sa fille Chantal et son gendre François-Xavier, baron de Sambucy de Sorgue. En 1976 il quitte le domicile conjugal et s'installe avec elle. Monique Friesz sera successivement sa secrétaire, sa gouvernante puis sa compagne jusqu'aux derniers jours.

### Dernières années
Le dernier fils du comte de Paris, Thibaut, est impliqué dans une affaire ténébreuse de cambriolage qui ne sera jamais parfaitement élucidée.
Lors de la première cohabitation (1986-1988), le comte de Paris se prononce à plusieurs reprises en faveur de François Mitterrand, qui est une vieille connaissance : jeune étudiant, le futur président de la République avait fait le voyage du manoir d'Anjou, à Woluwe-Saint-Pierre, une commune de Bruxelles (résidence des Orléans en exil), durant les années 1930. Henri d'Orléans lui est également reconnaissant de lui avoir manifesté une réelle considération, lors des cérémonies du Millénaire capétien (1987), comme l'a souligné le préfet Cyrille Schott, ancien conseiller technique à l'Élysée (qui fut chargé de superviser les cérémonies du Millénaire capétien et servit de relais entre les deux hommes).
En septembre 1987, très médiatiquement et à l'occasion du Millénaire capétien, devant des milliers de fidèles invités, le comte de Paris titre ses petits-fils Jean et Eudes respectivement duc de Vendôme et duc d'Angoulême lors d'une grande cérémonie solennelle célébrée au château d'Amboise. Il présente alors Jean d'Orléans comme son successeur spirituel à la tête de la quatrième maison d'Orléans.
En 1992, avec un an de retard, le comte et la comtesse de Paris, séparés de corps et de biens depuis 1986, fêtent publiquement en la chapelle royale Saint-Louis de Dreux leurs noces de diamant (60 ans de mariage).
En 1994 il est aperçu en compagnie de Jean-Paul Delevoye, alors président de l'Association des maires de France, dans la ville dont celui-ci était maire, Bapaume (Pas-de-Calais), lors d'un déjeuner informel dans un restaurant de la ville.
Le 5 juillet 1998, le comte de Paris célèbre ses 90 ans au château d'Amboise ; ce fut sa dernière réunion de famille, entouré de bon nombre des siens et du Gotha, où Albert de Monaco représenta son père (apparenté par les Polignac), malgré les querelles étalées dans la presse française et internationale.

### Décès et inhumation
Le 19 juin 1999, le jour du mariage civil célébré à Dreux d'Eudes, duc d'Angoulême, avec Marie-Liesse de Rohan-Chabot, « l'ultime prétendant » (selon François Broche) s'éteint au domicile de sa dernière compagne, Monique Friesz, à Cherisy, en Eure-et-Loir, à l'âge de 90 ans. Son fils aîné Henri, à 66 ans, lui succède à la tête de la Maison de France.
Ses obsèques sont célébrées le 21 juin 1999 à la chapelle royale Saint-Louis de Dreux, où il est inhumé dans la crypte centrale auprès de son fils François. L'ensemble des maisons souveraines européennes y sont présentes ou représentées.
La comtesse de Paris sera inhumée en juillet 2003 dans cette même crypte.

## Représentations
Il pose en 1928, au manoir d'Anjou, pour le sculpteur Philippe Besnard, qui réalisera deux bustes, l'un en bronze, l'autre en marbre,. Ce dernier sera exposé au Salon des Tuileries, sous le numéro 131 en 1929.
Philippe Besnard exécutera également plusieurs médailles, en bronze, frappées à son profil.

## Querelles dynastiques françaises
Henri d'Orléans était contesté dans ses prétentions de successeur des rois de France et de Navarre par les légitimistes.

## Titulature, décorations et distinctions
Les titres portés actuellement par les membres de la maison d'Orléans n'ont pas d'existence juridique en France et sont considérés comme des titres de courtoisie. Ils sont attribués par le « chef de maison ».

### Titres de courtoisie
- 5 juillet 1908 - 28 mars 1926 : Son Altesse Royale le prince Henri d'Orléans ;
- 28 mars 1926 - 5 juillet 1929 : Son Altesse Royale le dauphin de France ;
- 5 juillet 1929 - 25 août 1940 : Son Altesse Royale le dauphin de France, comte de Paris[35] ;
- 25 août 1940 - 19 juin 1999 : Son Altesse Royale le comte de Paris.

### Titulature traditionnelle d'Ancien Régime
Titulature partiellement reprise sous la Restauration par son aïeul Louis-Philippe (non portée par Henri d'Orléans mais seule reconnue par les légitimistes).
- Prince du sang de France
- Duc d'Orléans, de Chartres, de Valois, de Nemours, de Montpensier,
- Dauphin d'Auvergne
- Prince de Joinville et sénéchal héréditaire de Champagne
- Marquis de Coucy et de Folembray
- Comte de Soissons, de Dourdan, de Romorantin
- Baron de Beaujolais, etc.

### Ordres dynastiques français
En qualité de chef de la maison royale de France et prétendant au trône de France, les partisans d'Henri d'Orléans le considèrent grand maître des ordres dynastiques traditionnels. Cette position est disputée par les partisans de Jacques-Henri de Bourbon (puis de ses fils et petit-fils), chef de la maison de Bourbon et prétendant au trône de France.
- Grand maître de l'ordre du Saint-Esprit (1940-1999) (disputé)
- Grand maître de l'ordre de Saint-Michel (1940-1999) (disputé)
- Grand maître de l'ordre royal et militaire de Saint-Louis (1940-1999) (disputé)

### Ordres dynastiques étrangers
- Bailli grand-croix d'honneur et de dévotion de l'ordre souverain de Malte (13 avril 1953)
- Bailli grand-croix de justice de l'ordre sacré et militaire constantinien de Saint-Georges (maison de Bourbon-Siciles, après 1960)[39]
- Grand-croix de l'ordre du Sauveur (famille royale de Grèce)[40]
- Chevalier de l'ordre suprême de la Très Sainte Annonciade (maison de Savoie, 7 février 1948)[39],[41]
- Grand-croix de l'ordre des Saints-Maurice-et-Lazare (maison de Savoie, 7 février 1948)[Note 7]
- Grand-croix de l'ordre de la Couronne d'Italie (maison de Savoie 7 février 1948)[Note 7]
- Grand-croix de l'ordre de la Couronne de Wurtemberg (maison de Wurtemberg, 5 juillet 1957)[39]

### Distinctions
- Médaille de la ville d'Aumale (9 novembre 1997)[43]

## Succession (1999-2008)
En raison de ses activités politiques — qu'il finançait avec son argent — et alors qu'il avait hérité de son père en 1940 une fortune estimée à 400 millions de francs-or, mais déjà amoindrie par le fisc et les erreurs de gestion de Philippe d'Orléans, fortune composée notamment des biens non partagés de l'immense domaine forestier du duc d'Aumale en Thiérache, il laisse à ses neuf enfants survivants un patrimoine évalué en 2003 à la mort de sa veuve à une dizaine de millions d'euros en forêts, objets d'art, bijoux et valeurs financières.
En 1997 le couple avait fait état d'un patrimoine de 14,7 millions en meubles, bijoux et objets de collection à caractère historique, notamment une automobile de collection de marque Brasier marquée des insignes de la Maison de France, que le comte de Paris affectionnait tout particulièrement en raison de ses performances et de son année de fabrication (1908), celle de sa naissance.
Le patrimoine des Orléans qui fait partie de la fondation Saint-Louis est inaliénable : châteaux d'Amboise et de Bourbon-l'Archambault, domaine de Dreux, des immeubles de rapport, des collections d'art et des archives familiales déposées aux Archives nationales.
À une époque non précisée il échoua dans sa revendication d'un lot important d'argenterie et de bijoux de famille selon son neveu Michel de Grèce (op. cit.) de la part de la veuve espagnole de son oncle paternel Ferdinand d'Orléans, duc de Montpensier (1884-1924), qui aurait fait alors intervenir le général Franco, chef de l'État.
Durant sa longue existence le comte de Paris a poursuivi le démembrement du patrimoine familial par des ventes de biens immeubles et meubles, objets d'art et souvenirs historiques pouvant revêtir le caractère de patrimoine national, provenant de Louis-Philippe Ier, et de son plus jeune fils le duc d'Aumale, mort sans héritier direct en 1897.
Après la mort de son père en 1940, il vend dans le cadre de sa succession, avec ses sœurs cohéritières, le manoir d'Anjou à Woluwe-Saint-Pierre (Bruxelles), puis le palais Orléans de Palerme (hérité du duc d'Aumale) ; en 1980, le château natal du Nouvion-en-Thiérache, que la ville de Roubaix acquiert pour un million de francs ; en 1988, "La Quinta do Anjinho" au Portugal ; en 1983 le manoir du Cœur-Volant, à Louveciennes (devenu centre de formation de la B.N.P.) puis, en 1991, un immeuble de rapport à Neuilly, pour 30 millions de francs.
Le mobilier et ce qui reste des collections d'art des Orléans sont vendus de gré à gré ou mis à l'encan, comme en 1986 le portrait d'apparat du duc d'Orléans, prince héritier, par Ingres ; le comte de Paris ayant entrepris de vendre en Suisse la célèbre parure de saphirs et de diamants (300 carats) dite de Marie-Antoinette - passée à l'impératrice Joséphine ? puis à sa fille Hortense, reine de Hollande, qui la vendit à Louis-Philippe - est interpellé par les Douanes ; ce bijou insigne, qui fut l'apanage de l'épouse du chef de la maison de France jusqu'à cette époque, est finalement acquis pour 5 millions de francs par l'État français (galerie d'Apollon du musée du Louvre), alors qu'en 1983 cette institution lui en aurait proposé 7 millions ; puis pour la même somme une autre parure de même origine (op. cit.), enfin en 1996 il fait vendre par Sotheby's / Monaco du mobilier et des tableaux de famille (certains se trouvent au château de Prye), dont un service de cristaux au chiffre du duc d'Aumale, ayant meublé un temps l'ancienne résidence portugaise, pour plus de 15 millions de francs.
Devant cette situation depuis 1993, cinq de ses neuf enfants, Michel, Diane, Isabelle, Hélène et Jacques, surnommés alors « les conjurés d'Amboise », se sont opposés à la gestion par leur père des affaires familiales, et, en 2007, tentent encore de négocier la part qui leur revenait en droit des biens donnés par leurs parents à la fondation Saint-Louis (notamment concernant les collections d'art) dont le don n'aurait pas été enregistré formellement.
À la suite de la découverte en 1999 d'un patrimoine familial inférieur à 80 millions de francs, le 9 avril 2002 le comte de Clermont fait déposer plainte pour escroquerie par son avocat, maître Michel Gaudart de Soulages, qui est suivie de l'ouverture d'une information judiciaire par le Parquet de Paris le 27 juin.
Lorsqu'en 1975 il créa la Fondation, son père avait racheté toutes les parts de ce patrimoine historique dont il était copropriétaire avec ses cousins, descendants du roi Louis-Philippe ; même si certains d'entre eux lui offrirent leur part, la création de cette fondation fut un important sacrifice financier, lui permettant néanmoins de se voir confier librement cet inestimable patrimoine historique, s'en assurant au passage la présidence. Son fils aîné lui a succédé comme président d'honneur de la fondation.
Une vente de certaines pièces de mobilier est organisée chez Christie's en 2008.
En 2013, grâce à un vice administratif dans le legs du comte à sa fondation, et après une longue bataille judiciaire, les neuf enfants descendants parviennent à récupérer des tableaux de maîtres et autres pièces, dont la vente chez Sotheby's, en septembre 2015, leur rapporte 6,2 millions d'euros, auxquels s'ajoutent 6 millions pour des toiles de maîtres préemptées par l'Etat au nom de la conservation du patrimoine national.
On doit conclure ici ce chapitre en rappelant que l'ensemble de ces informations financières relevant du domaine privé ne sont qu'aléatoires et ne sont fondées sur aucun document public mais sur des articles de presse.

## Descendance (limitée aux arrière-petits-enfants)
Henri d'Orléans est le seul fils de Jean d'Orléans (1874-1940), duc de Guise et prétendant orléaniste au trône de France sous le nom de « Jean III », et de son épouse et cousine germaine, Isabelle d'Orléans (1878-1961).
En 1931, Henri d'Orléans épouse, à Palerme, sa cousine Isabelle d'Orléans-Bragance (1911-2003). De ce mariage naissent onze enfants, qui donneront 40 petits-enfants et, à ce jour, 119 arrière-petits-enfants :
1. Isabelle d'Orléans (née en 1932), épouse en 1964, Friedrich-Karl, comte de Schönborn-Buchheim (né en 1938), — dont :
1. - Comte héritier Damian von Schönborn-Buchheim (né en 1965) épouse Deirdre Mary Ascough (née en 1969) — dont :
  1. - Comtesse Isabelle von Schönborn-Buchheim (née en 2003) ;
2. - Comte Vinzenz von Schönborn-Buchheim (né en 1966), épouse Katharina Graf (née en 1975) — dont :
  1. - Comte Philipp von Schönborn-Buchheim (né en 2003) ;
  2. - Comte Clemens von Schönborn-Buchheim (né en 2005) ;
  3. - Comte Alexander von Schönborn-Buchheim (né en 2010) ;
3. - Comtesse Lorraine von Schönborn-Buchheim (née en 1968), épouse le comte Wilhelm von Spee (né en 1963) — dont :
  1. - Comte August von Spee (né en 1998) ;
  2. - Comte Paul von Spee (né en 1999) ;
  3. - Comtesse Eloise von Spee (née en 2001) ;
  4. - Comtesse Ludmilla von Spee (née en 2002) ;
  5. - Comte Kosmas von Spee (né en 2007) ;
4. - Comtesse Claire von Schönborn-Buchheim (née en 1969), épouse Wolfgang Liechtenfeld (né en 1955) — dont :
  1. - Alexander Liechtenfeld (né en 2011) ;
5. - Comte Melchior von Schönborn-Buchheim (né en 1977), épouse la baronne Bernadette de Mentzingen (née en 1978) — dont :
  1. - Comte Theodor von Schönborn-Buchheim (né en 2015) ;
  2. - Comte Léopold von Schönborn-Buchheim (né en 2017) ;

2. Henri d'Orléans (1933-2019), dauphin de France, comte de Clermont (1957-1984 et 1990-1999), puis comte de Mortain (1984-1990), puis comte de Paris et duc de France (1999-2019) - épouse en 1957, la duchesse Marie-Thérèse de Wurtemberg (née en 1934) (divorcés civilement en 1984 et religieusement en 2008) ; épouse civilement en 1984, puis religieusement en 2009 Micaela Cousino (1938-2022), d'origine chilienne ; dont du premier lit :
1. - Marie d'Orléans (née en 1959), épouse en 1989 le prince Gundakar de Liechtenstein (né en 1949) — dont :
  1. - Princesse Leopoldine von Liechtenstein (née en 1990), fiancée le 14 janvier 2025 à Bruno Walter Pedrosa João ;
  2. - Princesse Maria-Immaculata von Liechtenstein (née en 1991)
  3. - Prince Johann-Wenzel von Liechtenstein (né en 1993), marié civilement à Vaduz le 10 avril 2023, puis religieusement le 10 juin suivant à Vienne avec Felicitas comtesse von Hartig, née le 10 avril 1994 à Vienne[47],[48], et postérité ;
  4. - Princesse Marguerite von Liechtenstein (née en 1995)
  5. - Prince Gabriel von Liechtenstein (né en 1998)
2. - François d'Orléans (1961-2017), comte de Clermont.
3. - Blanche d'Orléans (née en 1962) ; titrée Mademoiselle de Valois.
4. - Jean d'Orléans (né en 1965), duc de Vendôme (1987) puis comte de Paris (depuis 2019), épouse en 2009 Philomena de Tornos (née en 1977) — dont :
  1. - Gaston d'Orléans (né en 2009), dauphin de France ;
  2. - Antoinette d'Orléans (née en 2012) ;
  3. - Louise-Marguerite d'Orléans (née en 2014) ;
  4. - Joseph d'Orléans (né en 2016) ;
  5. - Jacinthe d'Orléans (née en 2018) ;
  6. - Alphonse d'Orléans (né en 2023) ;
5. - Eudes d'Orléans (né en 1968), duc d'Angoulême , épouse en 1999 Marie-Liesse de Rohan-Chabot (née en 1969) — dont :
  1. - Thérèse d'Orléans (née en 2001)
  2. - Pierre d'Orléans (né en 2003)

3. Hélène d'Orléans (née en 1934), épouse en 1957, le comte Évrard de Limburg Stirum (1927-2001) — dont :
1. - Comtesse Catherine de Limburg Stirum (née en 1957), épouse Ortiz-Armando Galrao (né en 1956) (divorcés) — dont :
  1. - Céleste Galrao (née en 1988), épouse en 2017 Marley Marotta (né en 1982) ;
  2. - Orian Galrao (né en 1993) ;
2. - Comte Thierry de Limburg Stirum (né en 1959), épouse Katia della Faille de Leverghem (née en 1969) — dont :
  1. - Comtesse Gloria de Limburg Stirum (née en 1993) ;
  2. - Comtesse Angélique de Limburg Stirum (née en 1995) ;
3. - Comte Louis de Limburg Stirum (née en 1962), épouse Belén López Montero (née en 1965) — dont :
  1. - Comte Jean-Thierry de Limburg Stirum (né en 1999) ;
  2. - Comtesse Inès de Limburg Stirum (née en 2000) ;
4. - Comte Bruno de Limburg Stirum (né en 1966), épouse la comtesse Christine de Lannoy (née en 1967) — dont :
  1. - Comte Gaspard de Limburg Stirum (né en 1996) ;
  2. - Comte Félix de Limburg Stirum (né en 1998) ;
  3. - Comte Achille de Limburg Stirum (né en 2001) ;
  4. - Comtesse Rose de Limburg Stirum (née en 2003) ;

4. François d'Orléans (1935-1960), duc d'Orléans, mort au champ d'honneur (guerre d'Algérie) — sans postérité ;
5. Anne d'Orléans (née en 1938), épouse en 1965 Carlos de Borbón-Dos Sicilias (1938-2015), duc de Calabre et infant d'Espagne — dont :
1. - Cristina de Borbón-Dos Sicilias y Orléans (née en 1966), épouse Pedro López-Quesada y Fernández Urrutia (né en 1964) — dont :
  1. - Victoria López-Quesada y de Borbón-Dos Sicilias (née en 1997), épouse le 31 août 2024 Enrique Moreno de la Cova y Ybarra ;
  2. - Pedro López-Quesada y de Borbón-Dos Sicilias (né en 2003) ;
2. - María-Paloma de Borbón-Dos Sicilias y Orléans (née en 1967), épouse Simeon de Habsbourg-Lorraine (né en 1958), neveu d'Otto de Habsbourg-Lorraine — dont cinq enfants, archiducs et archiduchesses à titre de courtoisie :
  1. - Johannes de Habsbourg-Lorraine (né en 1997) ;
  2. - Ludwig de Habsbourg-Lorraine (né en 1998) ;
  3. - Isabelle de Habsbourg-Lorraine (née en 2000) ;
  4. - Carlotta de Habsbourg-Lorraine (née en 2003) ;
  5. - Philipp de Habsbourg-Lorraine (né en 2007) ;
3. - Pedro de Borbón-Dos Sicilias y Orléans (1968), duc de Noto puis duc de Calabre, épouse Sofía Landaluce y Melgarejo (née en 1973), — dont :
  1. - Jaime de Borbón-Dos Sicilias y Landaluce (né en 1992), duc de Capoue puis duc de Noto, épouse, en 2021, lady Charlotte Diana Lindesay-Bethune (née en 1993), et postérité ;
  2. - Juan de Borbón-Dos Sicilias y Landaluce (né en 2003) ;
  3. - Pablo de Borbón-Dos Sicilias y Landaluce (né en 2004) ;
  4. - Pedro de Borbón-Dos Sicilias y Ladaluce (né en 2006) ;
  5. - Sofia de Borbón-Dos Sicilias y Landaluce (née en 2008) ;
  6. - Blanca de Borbón-Dos Sicilias y Landaluce (née en 2011) ;
  7. - Maria de Borbón-Dos Sicilias y Landaluce (née en 2015) ;
4. - Inés de Borbón-Dos Sicilias y Orléans (née en 1971), épouse Michele Carrelli Palombi des marquis di Raiano (né en 1965) — dont :
  1. - Teresa Carrelli Palombi (née en 2003) ;
  2. - Blanca Carrelli Palombi (née en 2005) ;
  3. - Arturo Carrelli Palombi (né en 2014) ;
5. - Victoria de Borbón-Dos Sicilias y Orléans (née en 1976), épouse Márkos Nomíkos (né en 1965) — dont :
  1. - Anastásios Nomíkos (né en 2005) ;
  2. - Ána Nomíkos (née en 2006) ;
  3. - Károlos Nomíkos (né en 2008) ;
  4. - Simeón Nomíkos (né en 2012) ;

6. Diane d'Orléans (née en 1940), épouse en 1960 de Charles de Wurtemberg (1936-2022), duc de Wurtemberg — dont :
1. - Duc Friedrich von Württemberg (1961-2018), épouse la princesse Marie de Wied (née en 1973), descendante du dernier roi de Wurtemberg — dont :
  1. - Duc Wilhelm von Württemberg, duc de Wurtemberg (né en 1994) ;
  2. - Duchesse Marie-Amélie von Württemberg (née en 1996), mariée le 20 mai 2023, avec le baron Franz-Ferdinand von Feilitzsch, né à Tegernsee, le 21 novembre 1997[49] ;
  3. - Duchesse Sophie-Dorothéa von Württemberg (née en 1997) ;
2. - Duchesse Mathilde von Württemberg (née en 1962), épouse le comte, puis prince Erich von Waldburg zu Zeil und Trauchburg (né en 1962) — dont :
  1. - Comtesse Marie-Thérèse von Waldburg-Zeil (née en 1989) ;
  2. - Comtesse Elisabeth von Waldburg-Zeil (née en 1990) ;
  3. - Comtesse Marie-Charlotte von Waldburg-Zeil (née en 1992) ;
  4. - Comtesse Hélène von Waldburg-Zeil (née en 1993), fiancée en janvier 2024 avec Ludovic comte von Neipperg, né à Talence le 19 avril 1994, directeur technique de vignoble à Saint-Émilion[50] ;
  5. - Comtesse Marie-Gabrielle von Waldburg-Zeil (née en 1996) ;
3. - Duc Eberhard von Württemberg (né en 1963), épouse Désirée Copf (née en 1969) (divorcés) ; épouse en secondes noces Gaby Maier (née en 1970)[51] — dont postérité de la première union :
  1. - Duc Alexander von Württemberg (né en 2010) ;
4. - Duc Philipp von Württemberg (né en 1964), épouse Maria-Carolina de Bavière (née en 1969), — dont :
  1. - Duchesse Sophie von Württemberg (née en 1994), épouse en 2018 Maximilien d'Andigné (né en 1989), et postérité ;
  2. - Duchesse Pauline von Württemberg (née en 1997) ;
  3. - Duc Carl-Theodor von Württemberg (né en 1999) ;
  4. - Duchesse Anna von Württemberg (née en 2007) ;
5. - Duc Michael von Württemberg (né en 1965), épouse Julia Storz (née en 1965) - sans postérité
6. - Duchesse Eléonore-Fleur von Württemberg (née en 1977), épouse le comte Moritz von Goëss (né en 1966) — dont :
  1. - Comte Zeno von Goëss (né en 2004) ;
  2. - Comtesse Flaminia von Goëss (née en 2006) ;
  3. - Comtesse Livia von Goëss (née en 2010) ;

7. Michel d'Orléans (né en 1941), comte d'Évreux, frère jumeau aîné de Jacques,, placé après lui dans l'ordre de succession dynastique orléaniste par son père, comte de Paris, confirmé par son frère, comte de Paris à moins que la restitution des droits dynastiques « sans pour autant défaire les avantages donnés précédemment » (c'est-à-dire la conservation de son titre) ne soit le fait que du seul nouveau comte de Paris ; épouse 1) en 1967, Béatrice Pasquier de Franclieu (née en 1941), dont il divorce en 2012) ; 2) en 2017, Barbara de Posch-Pastor (née en 1952) — dont postérité de la première union :
1. - Clotilde d'Orléans (née en 1968), épouse Édouard Crépy (né en 1969) — dont :
  1. - Louis-Nicolas Crépy (né en 1995) marié religieusement à Valence le 14 octobre 2023 avec Carolina Torio Ballester (née en 1997)[56] ;
  2. - Charles-Édouard Crépy (né en 1996) fiancé le 25 février 2023 avec Anna-Magdalena Goebel[57] ;
  3. - Gaspard-Marie Crépy (né en 1999) ;
  4. - Augustin Crépy (né en 2005) ;
  5. - Éléonore Crépy (née en 2007) ;
2. - Adélaïde d'Orléans (née en 1971), épouse Pierre-Louis Dailly (né en 1968), petit-fils du sénateur Étienne Dailly (1918-1996) — dont :
  1. - Diego Dailly (né en 2003) ;
  2. - Almudena Dailly (née en 2004) ;
  3. - Gaetano Dailly (né en 2009) ;
3. - Charles-Philippe d'Orléans (1973), duc d'Anjou, marié à Diana Álvares Pereira de Melo, duchesse de Cadaval (née en 1978), divorce civilement en 2022, puis en secondes noces civiles (sans le consentement du chef de la maison de France[58]) avec Naomi-Valeska Kern (née en 1981) le 9 septembre 2023[59],[60] — dont postérité de la première union :
  1. - Isabelle d'Orléans (née en 2012) ;
4. - François d'Orléans (né en 1982), comte de Dreux, épouse Theresa von Einsiedel (née en 1984) — dont :
  1. - Philippe d'Orléans (né en 2017) ;
  2. - Marie-Amélie d'Orléans (née en 2019) ;
  3. - Raphaël d'Orléans (né en 2021) ;
  4. - Nicolas d'Orléans (né en 2025) ;

8. Jacques d'Orléans (né en 1941), duc d'Orléans, frère jumeau cadet de Michel,, épouse en 1969 Gersende de Sabran-Pontevès (née en 1942) — dont postérité :
1. - Diane d'Orléans (née en 1970), épouse Alexis, vicomte de Noailles (1952-2014) — dont :
  1. - Céline de Noailles (née en 2005) ;
  2. - Léontine de Noailles (née en 2006) ;
  3. - Victoire de Noailles (née en 2008) ;
2. - Charles-Louis d'Orléans (né en 1972), duc de Chartres, épouse Iléana Manos (née en 1970) - dont :
  1. - Philippe d'Orléans (né en 1998) ;
  2. - Louise d'Orléans (née en 1999) ;
  3. - Hélène d'Orléans (née en 2001) ;
  4. - Constantin d'Orléans (né en 2003) ;
  5. - Isabelle d'Orléans (née en 2005) ;
3. - Foulques d'Orléans (né en 1974), comte d'Eu et duc d'Aumale.

9. Claude d'Orléans (née en 1943), épouse en 1964 (à Sintra au Portugal) Amedeo di Savoia-Aosta, duc d'Aoste (1943-2021), (mariage déclaré nul en 1987) ; civilement en 1982 Arnaldo La Cagnina (1929), éditeur et journaliste (divorce en 1996) et en 2006 Enrico Gandolfi (1941-2015), professeur d'université (mariage religieux dans l'église San Michele Arcangelo à Oreno, diocèse de Milan) — dont postérité du premier lit :
1. Bianca di Savoia-Aosta (née en 1966), épouse Giberto, comte Arrivabene Valenti Gonzaga (né en 1961) — dont :
  1. - Viola Arrivabene Valenti Gonzaga (née en 1991), épouse en 2023 le violoniste britannique Charlie Siem (né en 1986)[61], et  postérité ;
  2. - Vera Arrivabene Valenti Gonzaga (née en 1993), épouse en 2021 Briano des comtes Martinoni Caleppio (né en 1984), et postérité ;
  3. - Mafalda Arrivabene Valenti Gonzaga (née en 1997) ;
  4. - Maddalena Arrivabene Valenti Gonzaga (née en 2000) ;
  5. - Leonardo Arrivabene Valenti Gonzaga (né en 2001) ;
2. Aimone di Savoia-Aosta (né en 1967), duc d'Aoste, épouse la princesse Olga de Grèce (née en 1971), fille du prince écrivain Michel de Grèce (1939-2024), dont :
  1. - Umberto di Savoia-Aosta (né en 2009), prince de Piémont (titre contesté) ;
  2. - Amedeo di Savoia-Aosta (né en 2011), duc des Abruzzes (titre contesté) ;
  3. - Isabella di Savoia-Aosta (née en 2012) ;
3. Mafalda di Savoia-Aosta (née en 1969), épouse Alessandro Ruffo di Calabria (né en 1964), neveu de la reine Paola de Belgique (divorce) ; puis Francesco Lombardo di San Chirico (né en 1968) — dont :
  1. - Anna Lombardo di San Chirico (née en 1999) ;
  2. - Carlo Ferrante Lombardo di San Chirico (né en 2001) ;
  3. - Elena Lombardo di San Chirico (née en 2003) ;

10. Chantal d'Orléans (née en 1946), épouse en 1972 le baron François-Xavier de Sambucy de Sorgue (né en 1943), — dont :
1. baron Axel de Sambucy de Sorgue (né en 1976), épouse Charlotte Paul-Reynaud (née en 1979), petite-fille de Paul Reynaud (1878-1966), président du Conseil — dont:
  1. - Augustine de Sambucy de Sorgue (née en 2015) ;
  2. - baron Valdemar de Sambucy de Sorgue (né en 2016) ;
2. baron Alexandre de Sambucy de Sorgue (né en 1978), épouse Anne-Cécile Berteau (née en 1979), — dont :
  1. - baron Côme de Sambucy de Sorgue (né en 2008) ;
  2. - Sixtine de Sambucy de Sorgue (2010-2010) ;
  3. - Victoire de Sambucy de Sorgue (née en 2011) ;
  4. - Isoline de Sambucy de Sorgue (née en 2013) ;
3. Kildine de Sambucy de Sorgue (née en 1979), épouse Antoine Stevenson (né en 1982) — dont :
  1. - Jean Stevenson (né en 2007) ;
  2. - Sarah Stevenson (née en 2008) ;
  3. - Eulalie Stevenson (née en 2010) ;
  4. - Louis Stevenson (né en 2011) ;
  5. - Anne Stevenson (née en 2013) ;
  6. - Gabrielle Stevenson (née en 2014) ;
  7. - Salomé Stevenson (née en 2016) ;
  8. - Dominique Stevenson (né en 2018) ;
  9. - Pia Stevenson (née en 2022)

11. Thibaut d'Orléans (1948-1983), comte de la Marche, mort en Centrafrique ; épouse en 1972 Marion Gordon-Orr (née en 1942) — dont postérité :
1. Robert d'Orléans (né en 1976), comte de la Marche ;
2. Louis-Philippe d'Orléans (1979-1980).

## Publications
Tous ces ouvrages ont « Comte de Paris » ou « Henri, comte de Paris » comme nom d'auteur
- 1933 : La maîtrise de l'Air (tiré à part d'un article paru dans La Revue universelle), Plon ;
- 1936 : Essai sur le gouvernement de demain (Flammarion) ;
- 1937 : Le Prolétariat (Œuvres françaises, 1937) ;
- 1938 : Programme 38, plaquette éditée par le secrétariat du prince (?) ; un ex. édité par Ernest Flammarion cette même année (archives privées) porte la mention 3e mille - réédition par la Nouvelle Action française, 1972) ;
- 1947 : Entre Français (Éditions Lefebvre Sarrut) ;
- 1948 : Textes - 1934-1948, plaquette éditée par le secrétariat du prince ; plusieurs rééditions aux éditions Royaliste à partir de 1987 ;
- 1951 : Raison garder (Éditions internationales - réédition par la Nouvelle Action française en 1974) ;
- 1973 : Mémoires du roi Louis-Philippe (Perrin - préface) ;
- 1979 : Au service de la France - Mémoires d'exil et de combats (Atelier Marcel Jullian - rééd. Le Livre de poche, 1981) ;
- 1983 : Lettre aux Français (Fayard) ;
- 1987 : L'avenir dure longtemps (éditions Grasset) ;
- 1994 : Dialogue sur la France, correspondance et entretiens avec le général de Gaulle - 1953-1970 (Fayard) ;
- 1996 : Les rois de France et le Sacré (éditions du Rocher) ;
- 1996 : Mon album de famille, textes de Michel de Grèce (Perrin).